# Miquel Font Cirer
Miquel Font Cirer (Palma, Mallorca, 1941- 21 de febrer de 2011). Impressor, editor i bibliòfil.
Com a impressor, l'any 1970 creà Imatge/70, de la qual fou propietari fins a la seva desaparició, el 1999. El 1984, fundà l'editorial Miquel Font, Editor (de la qual fou propietari i director fins a 1999). Fins llavors, havia editat més de 150 títols, distribuïts en 14 col·leccions, entre les quals destaquen Miramar (dedicada a l'Arxiduc Lluís Salvador), Obres de Ramon Llull (en edició facsímil), La Rodella (única col·lecció de temàtica judaica en l'estat espanyol) o Imatges d'ahir (dedicada a l'edició d'àlbums fotogràfics dels diversos pobles de Mallorca, amb més de 12 volums editats). Present a la Fira del Llibre de Frankfurt des de la creació del segell, aquest segell edita principalment obres referides a la història, sociologia i etnologia de les Illes Balears, especialment de Mallorca.
Com a bibliòfil, reuní una important biblioteca privada de temàtica balear, amb prop de 15.000 títols, a més de trenta films relatius a les Balears anteriors a la Guerra Civil. Altrament, els seus fons compten amb nombrosos arxius i col·leccions de fotografia antiga i moderna de les Balears, especialment referides a la Guerra Civil a Mallorca, l'Arxiduc Lluís Salvador, documents gràfics referits a l'etnologia i costums de les viles de Mallorca i al patrimoni artístic i antropològic de les Balears.